# Flawian (staroobrzędowy arcybiskup moskiewski)
Flawian, imię świeckie Fieofiłakt Fieofiłaktowicz Slesariew (ur. 1 marca 1879, zm. 25 grudnia 1960) – zwierzchnik Rosyjskiej Prawosławnej Cerkwi Staroobrzędowej w latach 1952-1960.
Pochodził z rodziny chłopskiej. Święcenia diakońskie przyjął 22 września 1905, pracę duszpasterską prowadził w cerkwi Zaśnięcia Matki Bożej w Gorodiszczu. Pięć lat później został wyświęcony na kapłana, pracował nadal w tej samej parafii. Następnie został dziekanem V dekanatu eparchii doniecko-dońskiej. W 1937 otrzymał godność protoprezbitera.
27 maja 1947 otrzymał nominację na biskupa doniecko-dońskiego i kaukaskiego. W związku z tym 17 marca 1948 złożył wieczyste śluby mnisze, przyjmując imię Flawian. 22 marca tego samego roku odbyła się jego chirotonia biskupia. W 1951 został zastępcą arcybiskupa moskiewskiego i całej Rusi, zaś rok później, po śmierci arcybiskupa Irynarcha, został wybrany na jego następcę. Jako pierwszego kandydata sobór wskazał biskupa kiszyniowskiego Józefa, ten jednak zrzekł się wyboru. Urząd sprawował do śmierci w 1960.